# Protesten in Brazilië in 2013

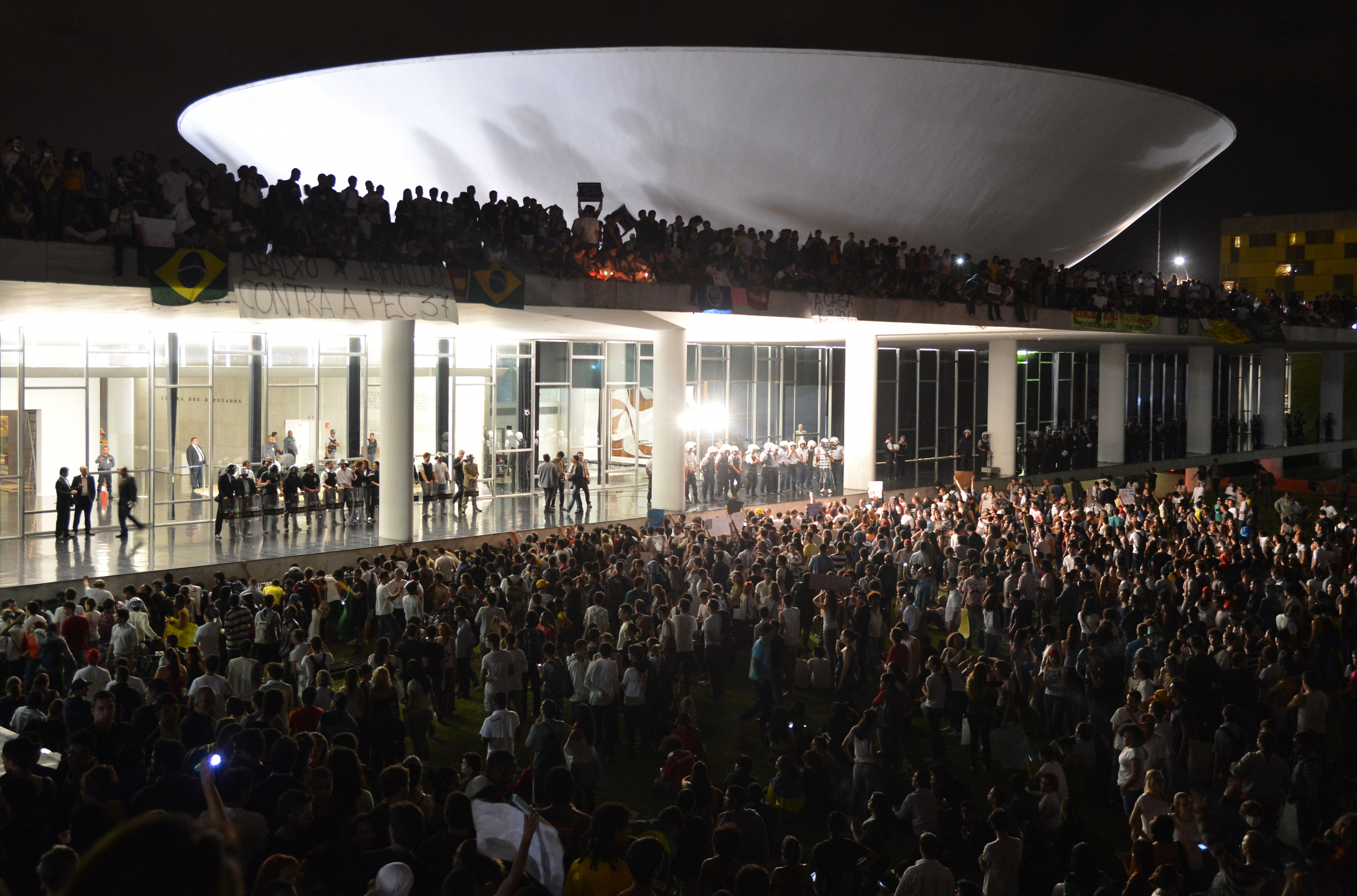
Protesten voor het Nationaal Congres in Brazilië op 17 juni 2013.

De protesten in Brazilië in 2013 (ook de Azijnopstand (Revolta do Vinagre) of Braziliaanse Lente genoemd) waren protesten in verschillende Braziliaanse steden in juni 2013.
De protesten zijn op gang gebracht door de Movimento Passe Livre, een lokale beweging die ijvert voor gratis openbaar vervoer. De protesten waren oorspronkelijk gericht tegen de verhoging van bus-, trein- en metrotickets in enkele steden. maar gaandeweg kwamen andere problemen aan bod, zoals geweld gebruikt door de politie tegen de betogers, corruptie en slecht onderwijs en gezondheidszorg terwijl veel geld werd uitgegeven aan de organisatie van het WK voetbal 2014. Tegen de helft van juni was de beweging de grootste in Brazilië sinds de protesten in 1992 tegen toenmalig president Fernando Collor de Mello. Sociale media speelden een grote rol in de organisatie van de publieke betogingen.
Op 20 juni 2013 brachten protesten in meer dan 100 steden door gans het land meer dan 2 miljoen mensen op de been. President Dilma Rousseff zegde hervormingen toe. Het openbaar vervoer zou verbeterd worden, winsten uit de oliewinning zouden naar onderwijs gaan en er zouden artsen uit het buitenland aangenomen worden.

## Naam
De opstand wordt Azijnopstand genoemd omdat meer dan 60 betogers gearresteerd werden voor het bezit van azijn als bescherming tegen traangas en pepperspray. Piero Locatelli, een journalist van het Carta Capital-magazine, werd gearresteerd omdat hij een fles azijn bij zich had.